# Aiti
Aiti ist eine Gemeinde mit 29 Einwohnern (Stand 1. Januar 2022) im Département Haute-Corse auf der französischen Insel Korsika.

## Geografie
Aiti liegt auf einer Höhe von 740 Metern über dem Meeresspiegel in der Castagniccia, 38 Kilometer südwestlich der Hauptstadt des Départements Haute-Corse Bastia, umgeben von den Nachbargemeinden Lano, Gavignano und Omessa. Das Gemeindegebiet hat eine Fläche von 12,17 Quadratkilometern. Die Ortschaft liegt am Westrand des Pinienwaldes Forêt Territoriale de Pinetu oberhalb des Tales der Casaluna, eines Nebenflusses des Golo.

## Geschichte
1793 erhielt Aiti im Zuge der Französischen Revolution (1789–1799) den Status einer Gemeinde und 1801 das Recht auf kommunale Selbstverwaltung. Die höchste Einwohnerzahl (356) hatte die Gemeinde 1831. 1936 hatte sie noch 209 Einwohner, danach sank die Einwohnerzahl rapide und erreichte 1982 ihren Tiefstpunkt. 1966 wurde die Schule von Aiti geschlossen.

### Bevölkerungsentwicklung
| Jahr      | 1962 | 1968 | 1975 | 1982 | 1990 | 1999 | 2007 | 2016 |
| --------- | ---- | ---- | ---- | ---- | ---- | ---- | ---- | ---- |
| Einwohner | 66   | 59   | 32   | 16   | 26   | 24   | 31   | 32   |

## Sehenswürdigkeiten
Die Pfarrkirche Saint-Étienne wurde im Stil des Barock erbaut. in den 1980er Jahren wurde die Kirche von den Bewohnern der Gemeinde restauriert. Ein lokaler Künstler restaurierte die Fresken aus dem 18. Jahrhundert. Das Gemälde über dem Altar stellt Johannes den Täufer dar, es soll der Legende nach von Napoleon Bonaparte von seinem Italienfeldzug mitgebracht worden sein.

## Wirtschaft
Auf dem Gemeindegebiet gelten kontrollierte Herkunftsbezeichnungen (AOC) für Brocciu, Honig (Miel de Corse – Mele di Corsica), Kastanienmehl (Farine de châtaigne corse – Farina castagnina corsa) und Wein (Vin de Corse oder Corse blanc, rosé oder rouge) sowie geschützte geographische Angaben (IGP) für Wein (Ile de Beauté blanc, rosé oder rouge und Méditerranée blanc, rosé und rouge).